# خدایا شکرت
خدایا شکرت (به انگلیسی: Thank You Allah) اولین آلبوم استودیویی از خواننده مسلمان سوئدی ماهر زین است. این آلبوم در تاریخ ۱ نوامبر ۲۰۰۹ توسط آواکنینگ با ۱۳ آهنگ و ۲ هدیه منتشر شد. ماهر زین در این آلبوم سه قطعه که با را موزیک ویدئو همراه است منتشر کرده‌است. این آلبوم پس از مدت کوتاهی به پر فروش‌ترین محصول سایت آمازون و یکی از نه آهنگ برتر شرکت R&B تبدیل شد.

## مشخصات آلبوم
نسخه اصل این آلبوم دارای ۱۳ آهنگ و ۲ هدیه می‌باشد.
Always Be There
- خواننده: ماهر زین
- طول قطعه: ۴:۳۸

ای پیامبر سلام بر تو
- خواننده: ماهر زین
- طول قطعه: ۴:۵۸

إن شاء الله
- خواننده: ماهر زین
- طول قطعه: ۴:۳۰

فلسطین فردا آزاد خواهد شد
- خواننده: ماهر زین
- طول قطعه: ۴:۵۵

تشکر از تو خدا
- خواننده: ماهر زین
- طول قطعه: ۵:۳۰

Allahi Allah Kiya Karo
- خواننده: ماهر زین و عرفان مکی
- طول قطعه: ۵:۱۴

تنها برگزیده
- خواننده: ماهر زین
- طول قطعه: ۳:۵۳

Baraka Allahu Lakuma
- خواننده: ماهر زین
- طول قطعه: ۴:۲۹

برای بقیه زندگی‌ام
- خواننده: ماهر زین
- طول قطعه: ۳:۵۴

Hold My Hand
- خواننده: ماهر زین
- طول قطعه: ۴:۰۵

Awaken
- خواننده: ماهر زین
- طول قطعه: ۳:۴۲

Subhana Allah
- خواننده: ماهر زین و عرفان مکی
- طول قطعه: ۴:۵۴

چشمانت را باز کن
- خواننده: ماهر زین
- طول قطعه: ۴:۲۶

Ya Nabi (Arabic Version - Bonus Track)
- خواننده: ماهر زین
- طول قطعه: ۴:۵۸

Thank You Allah (Acoustic Version - Bonus Track)
- خواننده: ماهر زین
- طول قطعه: ۵:۲۷